# Bento XVI e as religiões

Brasão pontifício de Bento XVI

O pontificado de Bento XVI foi marcado por manter um esforço por incrementar o diálogo inter-religioso iniciado por seus antecessores, principalmente por João XXIII, Paulo VI e João Paulo II, para isto tem envidado esforços para manter encontros com personalidades de todas as religiões do mundo e explorado os pontos em comum existentes entre elas e a Igreja Católica.

## Islamismo
Em 20 de agosto de 2005 teve um encontro com os muçulmanos por ocasião da "XX Jornada Mundial da Juventude", onde teve a oportunidade de lamentar as antigas lutas entre cristãos e muçulmanos e sugerir que as lições do passado deveriam servir para evitar a repetição dos mesmos erros. Mais tarde pronunciou um discurso na Universidade de Ratisbona que sofreu fortes críticas de parcela importante do mundo islâmico. A diplomacia vaticana mobilizou-se para desfazer o que, segundo a Santa Sé, teria sido fruto de incorreta interpretação. Aos poucos as relações entre o Vaticano e os principais líderes islâmicos voltou à normalidade.

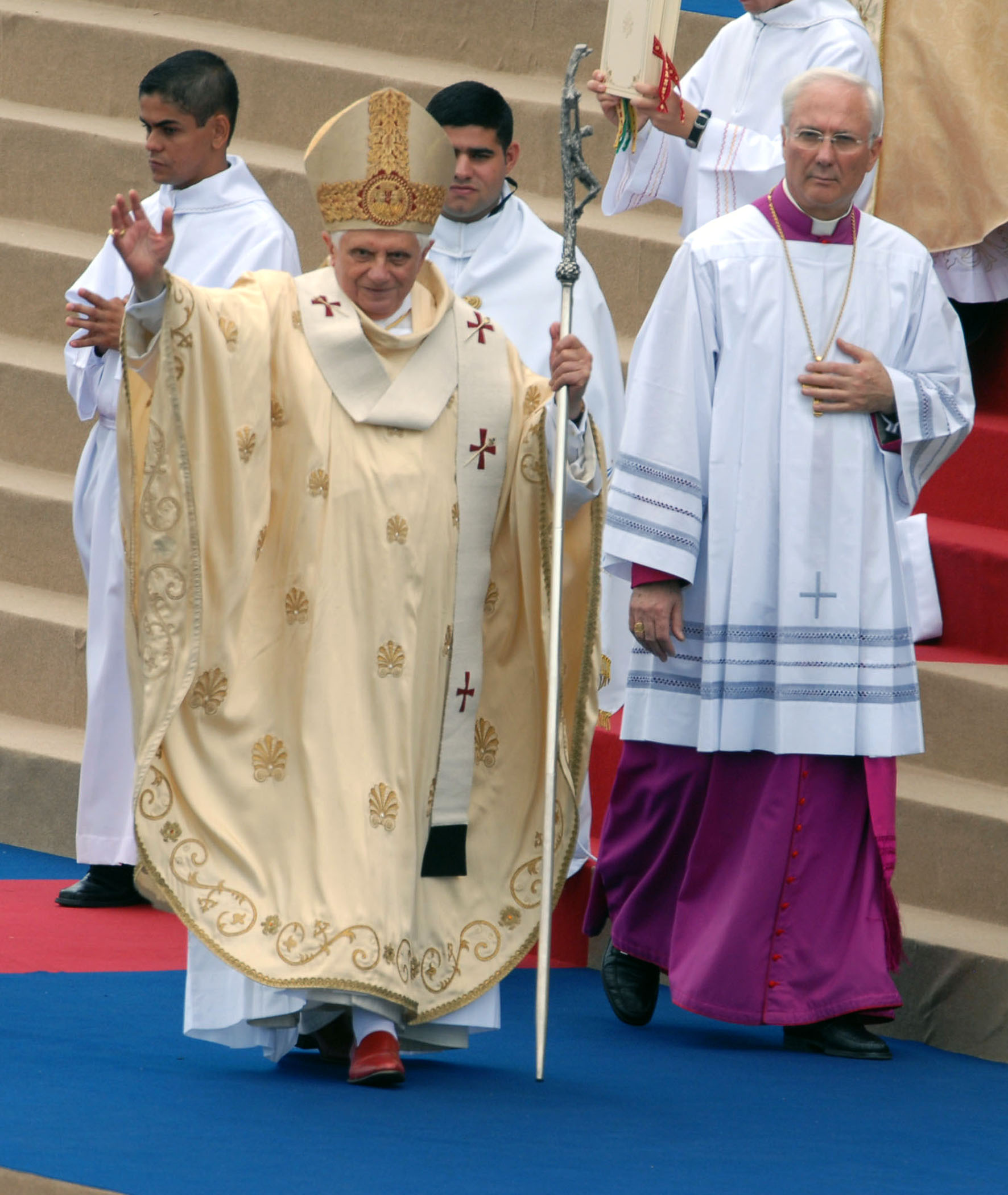
Bento XVI no Brasil, Aparecida, maio de 2007

Sobre a passagem o Papa comentou: "Infelizmente, esta citação foi tomada, no mundo muçulmano, como expressão da minha posição pessoal, suscitando assim uma indignação compreensível. Espero que o leitor do meu texto possa depreender imediatamente que esta frase não exprime a minha apreciação pessoal face ao Alcorão, pelo qual nutro o respeito que se deve ao livro sagrado duma grande religião. Eu, ao citar o texto do imperador Manuel II, pretendia unicamente evidenciar a relação essencial entre fé e razão. Neste ponto, estou de acordo com Manuel II, sem contudo fazer minha a sua polémica."

## Judaísmo
- Encontro de Paris.

Em 12 de setembro de 2008 na Nunciatura Apostólica da França recebeu um grupo de representantes da Comunidade Hebraica francesa - a maior da Europa - que foram apresentados pelo Arcebispo de Paris, Cardeal Vingt-Trois. Na ocasião Bento XVI repetiu as palavras de Pio XI afirmando que "espiritualmente os católicos são todos semitas"  e acrescentou: Portanto, a Igreja opõe-se a qualquer forma de antissemitismo, do qual não há justificação alguma teológica aceitável. Na ocasião recordou o teólogo Henri de Lubac que compreendeu que ser antissemita também significava ser anticristão. Anteriormente o Papa já havia feito duas visitas históricas às sinagogas de Colônia, na Alemanha e à de Manhattan, nos Estados Unidos. Anteriormente só se tinha notícia de fato recente semelhante praticado por João Paulo II Em 4 de janeiro de 2010 foi confirmada a visita do papa à sinagoga judaica da cidade de Roma com o objetivo de aprofundar as relações entre o Judaísmo e o Catolicismo.
- Paz entre judeus e palestinos

Ao receber o presidente de Israel, Shimon Peres, em 2 de setembro de 2010, o Papa manifestou o desejo de que se chegue à paz entre judeus e palestinos. Ambos desejaram que as negociações em Washington entre israelenses e palestinos tragam, finalmente, uma paz estável à Terra Santa. Outro dos temas tratados durante o encontro foram os Acordos entre a Santa Sé e Israel, atualmente em fase de negociação, fizeram votos para que o encontro "ajude a alcançar um acordo respeitoso das legítimas aspirações de ambos os povos e seja capaz de levar uma paz estável à Terra Santa e a toda a região".
Foi reafirmada na ocasião "a condenação de toda forma de violência e a necessidade de garantir a todas as populações da área melhores condições de vida". Não faltou "uma referência ao diálogo inter-religioso e um olhar de conjunto à situação internacional". Foi realçado "o significado totalmente particular da presença das comunidades católicas na Terra Santa e a contribuição que estas oferecem ao bem comum da sociedade, também por meio das escolas católicas".

## Ortodoxos
- Reunião de Ravena

Após seis anos de inatividade, em outubro de 2007, voltou a se reunir a "Comissão Mista Internacional para o diálogo teológico entre católicos e ortodoxos" em Ravena (Itália), para discutir o tema "o exercício da autoridade e a colegialidade na Igreja". O documento final da Assembléia plenária recebeu o título de "Consequências eclesiológicas e canônicas da natureza sacramental da Igreja. Comunhão eclesial, conciliaridade e autoridade". A próxima sessão plenária será em 2009 e tratará de um aspecto fundamental nas relações entre ambas as confissões: "O papel do bispo de Roma na comunhão da Igreja no primeiro milênio".
- Tempo de degelo

O metropolita russo Cirilo de Smolensk, segunda autoridade do patriarcado ortodoxo de Moscou, em entrevista publicada no jornal L’Osservatore Romano (2.nov.2007) declarou que o momento é um "tempo de degelo". "É de todo evidente - declarou " que a Igreja católica e a Igreja ortodoxa são cada vez mais conscientes de ser aliadas em muitíssimos problemas que interpelam atualmente a humanidade". Por isto se estabelece "uma certa solidariedade nas relações recíprocas, tanto no nível de organizações como no diálogo com o mundo secularizado."
- Festa de Santo André

Por ocasião da festividade de Santo André, patrono do patriarcado ecumênico de Constantinopla, em 30 de novembro de 2007, enviou uma delegação da Santa Sé liderada pelo cardeal Walter Kasper, presidente do Pontifício Conselho para a Promoção da Unidade dos Cristãos, a Istambul  para participar da celebração. De sua parte o patriarcado todos os anos tem enviado uma delegação a Roma, em 29 de junho, festa dos Santos Apóstolos Pedro e Paulo.. Em 6 de março de 2008, Bento XVI recebeu em visita o Patriarca Ecumênico de Constantinopla, Bartolomeu I, acompanhado de seu séquito, na ocasião rezaram em conjunto em Roma, na Capela Urbano VIII e ao final concederam uma bênção.

## Protestantes e neopentecostais
Em 6 de dezembro de 2007 recebeu os membros da Comissão Internacional de Diálogo do Pontifício Conselho para a promoção da Unidade dos Cristãos em conjunto com os integrantes da Aliança Mundial Batista por ocasião da participação destes em um encontro em Roma sobre o tema:"A Palavra de Deus na vida da Igreja: Escritura, Tradição e Koinonia." No encontro disse que "hoje o mundo necessita mais que nunca nosso testemunho comum de Cristo e da esperança trazida pelo Evangelho. A obediência à vontade do Senhor nos estimula constantemente a alcançar aquela unidade tão emotivamente expressada em sua oração sacerdotal: "Que todos sejam um… para que o mundo creia.""